# Consell Departamental del Pas de Calais
El Consell Departamental del Pas de Calais (Conseil départemental du Pas-de-Calais) és l'assemblea legislativa del departament francès del Pas de Calais. La seua seu es troba a la capital del departament, Arràs. Des del 13 de novembre de 2017 el seu president és Jean-Claude Leroy, del Partit Socialista (PS).

## Presidents del Consell General
| President         | Inici del mandat | Fi del mandat | Partit | Partit |
| Guy Mollet        | 1945             | 1946          |        | SFIO   |
| Louis Le Sénéchal | 1946             | 1954          |        | SFIO   |
| Émile Durieux     | 1954             | 1966          |        | SFIO   |
| Bernard Chochoy   | 1966             | 1978          |        | SFIO   |
| Henri Darras      | 1979             | 1981          |        | PS     |
| Roland Huguet     | 1981             | 2004          |        | PS     |
| Dominique Dupilet | 2004             | 2014          |        | PS     |
| Michel Dagbert    | 2014             | 2017          |        | PS     |
| Jean-Claude Leroy | 2017             | -             |        | PS     |

## Composició

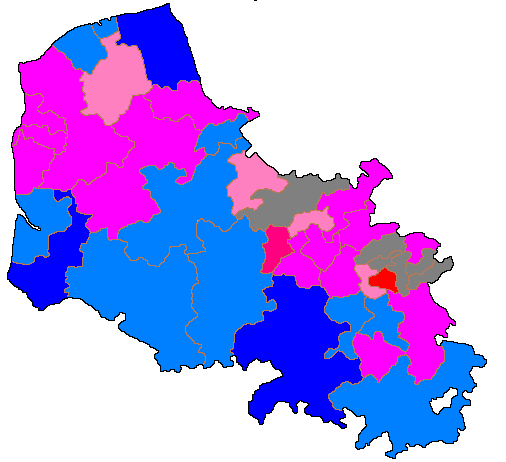
Eleccions 2015

Fins a l'any 2015, l'antic consell general del Pas de Calais comprèn 77 consellers generals escollits dels 77 cantons del Pas de Calais. Des de la reforma cantonal de 2014, el consell comprèn 78 consellers generals escollits dels 39 cantons del Pas de Calais.
| Partit | Partit                       | Partit     | Regidors |
| ------ | ---------------------------- | ---------- | -------- |
|        | Partit Socialista            | PS         | 36 / 78  |
|        | Republicans-Demòcrates-Dreta | LR-UDI-DVD | 22 / 78  |
|        | Reagrupament Nacional        | RN         | 9 / 78   |
|        | Partit Comunista Francès     | PCF        | 4 / 78   |
|        | La República En Marxa        | LaREM      | 4 / 78   |
|        | Independents                 | Ind        | 3 / 78   |